# Hữu Bằng, Kiến Thụy
Hữu Bằng là một xã thuộc huyện Kiến Thụy, thành phố Hải Phòng, Việt Nam.
Xã Hữu Bằng có diện tích 6,68 km², dân số năm 1999 là 7241 người, mật độ dân số đạt 1084 người/km².